# Brian Glencross

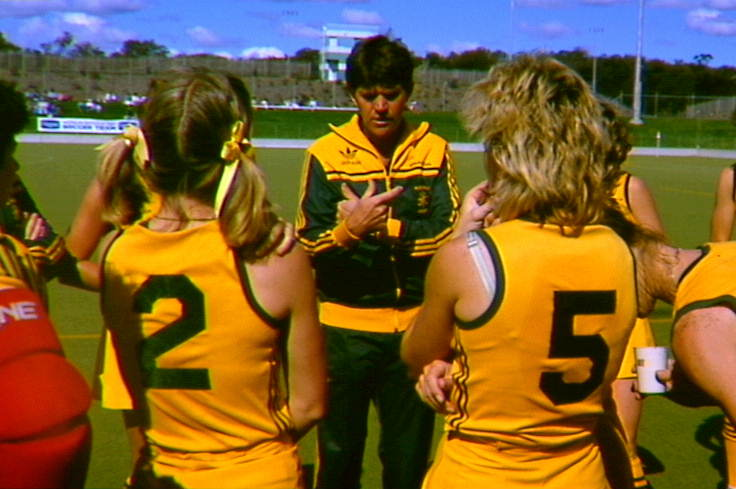
Brian Glencross als Trainer (1985)

Brian Alan Glencross OAM (* 1. Mai 1941 in Narrogin; † 30. Dezember 2022) war ein australischer Hockeyspieler und -trainer. Als Spieler gewann er mit der australischen Nationalmannschaft eine olympische Bronzemedaille 1964 und eine olympische Silbermedaille 1968. Als Trainer führte er die australische Damen-Nationalmannschaft 1988 zu olympischem Gold.

## Sportliche Karriere
Brian Glencross trat als Defensivspieler in 93 Länderspielen für die australische Mannschaft an. Bei den Olympischen Spielen 1964 in Tokio gewannen die Australier in der Vorrunde vier Spiele und unterlagen den Mannschaften aus Kenia und Pakistan. Als Gruppenzweite trafen sie im Halbfinale auf den Gruppensieger der anderen Vorrundengruppe und verloren mit 1:3 gegen die indische Mannschaft. Im Spiel um Bronze bezwangen die Australier die Spanier mit 3:2.
Vier Jahre später wurden die Australier auch bei den Olympischen Spielen 1968 in Mexiko-Stadt in der Vorrunde Zweite hinter Pakistan. Wieder trafen sie im Halbfinale auf die indische Mannschaft, die Australier siegten mit 2:1 nach Verlängerung. Beide Treffer für Australien erzielte Brian Glencross. Im Finale unterlagen die Australier mit 1:2 gegen Pakistan. Bei seiner dritten Olympiateilnahme 1972 in München belegte Glencross mit der australischen Mannschaft nur den vierten Platz in der Vorrunde. In den Platzierungsspielen erreichten die Australier den fünften Platz.
Von 1980 bis 1992 war Glencross Nationaltrainer der australischen Damen. Er führte die Mannschaft zum vierten Platz bei den Olympischen Spielen 1984, zum Olympiasieg 1988 in Seoul und zum fünften Platz 1992 in Barcelona. 1983 gewannen die Hockeyroos Bronze bei der Weltmeisterschaft in Kuala Lumpur, 1990 in Sydney erkämpften sie die Silbermedaille.
Brian Glencross wurde 1990 in den Order of Australia aufgenommen sowie 1991 in die Sport Australia Hall of Fame.